# Frida Ohlsson Sandahl
Frida Anna-Karin Ohlsson Sandahl, folkbokförd Olsson Sandahl, född 5 februari 1980, är en svensk präst, föreläsare och författare med fokus på jämställdhet, normer och hbtq-frågor.

## Biografi
Ohlsson Sandahl avlade 2009 filosofie kandidatexamen i sociologi vid Göteborgs universitet med inriktning på arbetsliv, mångfald och jämställdhet . Hon har uppmärksammats för att 2013 ha dragit i gång Jönköpings första Pridefestival "Jönköping Qom Ut" samt för sin bok {Inkludera}: jämställdhet och hbtq i organisationen som kommit ut i två upplagor. Hon har bland annat medverkat vid Mänskliga Rättighetsdagarna 2016.
Hon utsågs 2019 till "Årets förnyare i Svenska kyrkan" för att bland annat ha skapat redskapet "Regnbågsnyckeln" och sitt arbete med podden "Behåll hatten på". I podden reflekterar programledarna med inbjudna gäster kring teologi, normer och hbtq.
Den 22 januari 2023 prästvigdes hon av biskop Fredrik Modéus i Växjö domkyrka. Hon är (2025) församlingsherde i Kållereds församling i Mölndal.

## Utmärkelser
- 2013 – Shortcuts uppstickare, svenskar under 40 som inspirerar, engagerar och gör Sverige bättre. "Frida Ohlsson Sandahl, 33 år, Jönköpings första HBTQ-konsult som anordnat stadens första pridefestival (Jönköping Qom Ut).[10]
- 2014 – Jönköping Qom Ut - årets initiativ 2014, Jönköpingsgalan, med motiveringen ”Genom det lyckosamma genomförandet av pridefestivalen Jönköping Qom Ut har föreningen skapat en möjlighet för Jönköpings län att ta ett viktigt steg i arbetet med öppenhet, mångfald och hållbarhet. Festivalen och den avslutande paraden blev en mötesplats för tusentals deltagare och åskådare som manifesterade ett mer inkluderande Jönköping.”
- 2019 – Årets förnyare i Svenska kyrkan, tillsammans med Erik Gyll, med motiveringen ”Genom sitt nydanande arbete och sin telogiska reflektion samt valet av arena för kommunikation bidrar de till normkritik samt frågor om identitet och makt. Regnbågsnyckeln med tillhörande hbtq-märkning erbjuds nu samtliga församlingar i Svenska kyrkan.”[8]